# Gegesi Kiss Pál
Gegesi Kiss Pál (Nagyszőlős, 1900. február 11. – Budapest, 1993. április 3.) Kossuth-díjas orvos, gyermekgyógyász, gyermekpszichológus, a Magyar Tudományos Akadémia rendes tagja. A magyarországi gyermekgyógyászati kardiológia jelentős alakja volt, de számos eredmény fűződik a nevéhez a gyermekkori agydaganat, cukorbetegség és fertőzéses eredetű szervi elváltozások kóroktani feltárása és belgyógyászati kezelése kapcsán is. Munkássága iskolateremtő hatásúnak bizonyult a gyermekpszichológia területén is. Negyed évszázadon keresztül, 1946-tól 1971-ig volt a Semmelweis Orvostudományi Egyetemen és jogelődjein a gyermekgyógyászati tanszék vezetője, illetve az I. számú gyermekklinika igazgatója.
Forgács Hann Erzsébet (1897–1954) szobrász férje.

## Életútja
Orvosi tanulmányait 1917-ben a kolozsvári Ferenc József Tudományegyetemen kezdte meg, majd 1919-től a Budapesti Tudományegyetem orvosi karának hallgatója volt. Itt szerezte meg orvosi oklevelét 1923-ban, majd 1924-től az immár Pázmány Péter Tudományegyetem néven működő tanintézet I. számú gyermekklinikáján volt tanársegéd és adjunktus. 1934-ben magántanári képesítést szerzett a gyermekkori szívbetegségek kórismézése és kezelése tárgyköréből. 1942 után e tárgykört már címzetes nyilvános rendkívüli tanári címmel oktatta, egyúttal adjunktusból klinikai főorvossá lépett elő.
1946-ban a gyermekgyógyászati tanszék nyilvános rendes tanárává, egyúttal az I. számú gyermekklinika igazgatójává nevezték ki, de már 1945-től megbízott igazgatóként irányította a klinikát. Itt vezette az oktatói és kutatói munkát egészen 1971. évi nyugdíjazásáig – 1951 után már az önállóvá vált Budapesti Orvostudományi Egyetem szervezeti kereteiben –, azt követően pedig tudományos tanácsadóként segítette a klinikai praxist. 1950-től 1955-ig az általános orvostudományi kar dékáni, 1955-től 1961-ig az egyetem rektori tisztségét is betöltötte. Szakmai és oktatói pályájával párhuzamosan 1957-től 1989-ig ellátta a Magyar Vöröskereszt elnöki feladatait.

## Munkássága
Klinikai orvosi munkája a csecsemő- és gyermekgyógyászatra, illetve a gyermekpszichológiára irányult. Pályája első szakaszában főként a központi idegrendszer, az agy szervi elváltozásaival, a gyermekkori agydaganatokkal foglalkozott. Később a veleszületett cukorbetegséget, valamint a szívbántalmak, a keringési rendellenességek és a fertőzések csecsemőkori sorvadáshoz vezető hatásmechanizmusát tanulmányozta. Behatóan foglalkozott a reumás láz, diftéria, skarlát, tífusz és tüdőgyulladás által előidézett gyermekkori szívbetegségekkel, az elektrokardiográfiával feltárható rendellenességekkel. Mindkét akadémiai székfoglalója gyermekgyógyászati témában hangzott el (Diphtheria miatti szívhalál közvetlen mechanizmusáról és a halál elhárításának lehetőségéről, 1950; A diabetes mellitus alatti coma és kezelése csecsemő- és gyermekkorban, 1954). Jelentős eredményeket ért el klinikai gyermekpszichológiai kutatásaival is, többek között tanulmányozta a gyermekkori személyiségzavarokat.
Az I. számú gyermekgyógyászati klinikán szervezőmunkájának köszönhetően és irányítása alatt jött létre az 1940-es években a kardiológiai osztály, a járóbeteg gyermekek részére a szívbeteg- és a pszichológiai rendelés, valamint a rendszeresített nevelési tanácsadás.
Mintegy kétszáz tudományos közleményt írt, alapvető gyermekgyógyászati kézikönyvei német és orosz nyelven is megjelentek. A Pediatria Danubiana, a Gyermekgyógyászat, és az Acta Pediatrica szerkesztőbizottsági elnöke, 1961-től 1967-ig a Magyar Pszichológiai Szemle főszerkesztője volt.
Tevékenyen részt vett a művészeti életben is. Műgyűjtő, az Európai Iskola művészcsoport egyik alapítója, művészeti tanulmányok szerzője.

### Társasági tagságai és elismerései
1949-ben a Magyar Tudományos Akadémia levelező, 1954-ben rendes tagjává választották, 1958 és 1973 között az akadémiai elnökség tagja volt. A Magyar Gyermekorvosok Társaságának örökös díszelnöke, a Magyar Vöröskereszt örökös tiszteletbeli elnöke volt, 1962-ben pedig az újjászervezett Magyar Pszichológiai Társaság első elnöke lett. Több külföldi, így 1957-ben a szovjet, 1962-ben a lengyel, 1963-ban a csehszlovák és az olasz, 1964-ben pedig a bolgár gyermekgyógyászati társaság tiszteletbeli tagjává választották.
Az I. számú gyermekklinika élén végzett magas szintű oktatásszervezési munkájáért 1953-ban megkapta a Kossuth-díj bronz fokozatát. Orvosi munkásságáért 1958-ban Bókay János-emlékérmet, 1963-ban Semmelweis-emlékérmet és Kiváló Orvos kitüntetést, 1973-ban Akadémiai Aranyérmet vehetett át. 1982-ben a budapesti Semmelweis Orvostudományi Egyetem tiszteletbeli szenátorává avatták.
Az említettek mellett több további állami kitüntetés birtokosa volt: Magyar Népköztársasági Érdemrend (1950, 1952), Magyar Szabadság Érdemrend (1957), Munka Érdemrend (1960, 1961, 1969), Felszabadulási Jubileumi Emlékérem (1970), Munka Vörös Zászló Érdemrendje (1971), Magyar Népköztársaság Zászlórendje (1980)

## Főbb művei
- Szív- és vérkeringési betegségek csecsemő- és gyermekkorban. Budapest, 1953 (Szutrély Gyulával)
- A diabetes mellitus csecsemő- és gyermekkorban. Budapest, 1956 (Barta Lajossal)
- A betegség és gyógyítás. Budapest, 1961
- Személyiségzavarok gyermekkorban. Budapest, 1965 (Liebermann Lucyval)
- A klinikai pszichológia alapjairól. Budapest, 1966
- Gyermekklinikai pszichopatológia. Budapest, 1971

## További irodalom
- Miltényi Miklós: Dr. Gegesi Kiss Pálra emlékezünk. Gyermekgyógyászat 1993